# 薩米特鎮區 (密蘇里州貝茨縣)
薩米特鎮區（英語：Summit Township）是位於美國密蘇里州貝茨縣的一個行政鎮區。

## 地方資料
薩米特鎮區的面積為92.97平方千米，當中陸地面積為92.83平方千米，而水域面積為0.14平方千米。根據2020年美國人口普查的數據，當地共有人口182人，而人口密度為每平方千米1.96人。